# Saint-Vincent-de-Mercuze
Saint-Vincent-de-Mercuze é uma comuna francesa na região administrativa de Auvérnia-Ródano-Alpes, no departamento de Isère.